# 罗斯林 (南达科他州)
罗斯林（英語：Roslyn），是美国南达科他州下属的一座城市。根据2010年美国人口普查，该市有人口184人。论人口在本州排行第185。